# Clarissenklooster (Sint-Truiden)

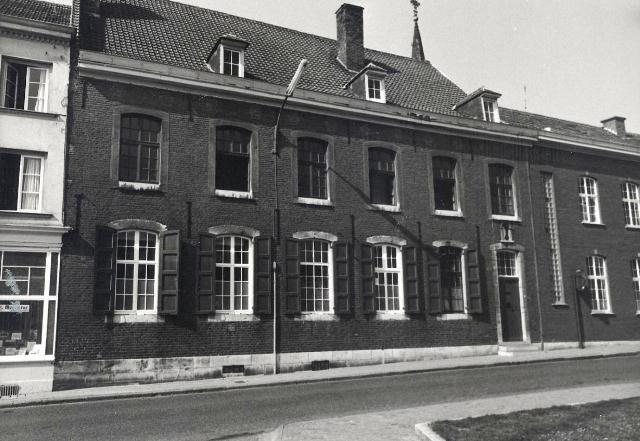
Het huidige clarissenklooster

Het Clarissenklooster (of: Klooster van de Zusters van het Heilig Graf van Jeruzalem) is een klooster aan de Diesterstraat 66 te Sint-Truiden.
Het klooster werd gesticht in 1539, en werd bewoond door de Zusters van het Heilig Graf van Jeruzalem (sepulchrienen). Het klooster werd opgeheven in 1796. In 1851 trokken de Clarissen in het klooster.
Het oudste gedeelte van het huidige klooster is een classicistisch breedhuis van zes traveeën uit de 2de helft van de 18e eeuw. Vensters en toegangsdeur hebben hardstenen omlijsting. De toegangsdeur wordt bekroond door een heiligenbeeld in een nis.
De kapel van 1864 is vanaf de straat niet zichtbaar, daar ze achter de voorgevel is gelegen. 
Rechts van het hoofdgebouw bevindt zich een recentere uitbreiding met poort. 
Deze is begin 2021 deels gesloopt om een doorgang te creëren en een woonuitbreidingsproject te realiseren.
De zusters clarissen zijn tot op heden aanwezig maar de kleine gemeenschap zal na de verbouwingen een kleiner compartiment van het complex betrekken.